# Bill Vukovich
Bill Vukovich, ameriški dirkač Formule 1, * 13. december 1918, Fresno, Kalifornija, ZDA, † 30. maj 1955, Indianapolis Motor Speedway, Indiana, ZDA.
Bill Vukovich je pokojni ameriški dirkač srbskih korenin. Med letoma 1951 in 1955 je sodeloval na prestižni dirki Indianapolis 500, ki je takrat štela tudi za točke prvenstva Formule 1, in zmagal v letih 1953 in 1954, leto kasneje 1955 pa se je smrtno ponesrečil v verižnem trčenju, po tem ko je v sedeminpetdesetem krogu vodil že s prednostjo sedemnajstih sekund.